# Struttura 184 T
Struttura 184 T è un dipinto di Arturo Bonfanti. Eseguito nel 1964, appartiene alle collezioni d'arte della Fondazione Cariplo.

## Descrizione
Si tratta di una composizione astratta, giocata sull'utilizzo di moduli triangolari e dall'impiego di colori tenui.

## Storia
Il dipinto venne esposto a un'esposizione personale dell'autore allestita a Locarno nel 1965; l'anno successivo concorse al Premio Michetti aggiudicandosi il premio acquisto da parte della Fondazione Cariplo. Nel 1995 fu esposto alla mostra Tesori d'arte delle banche lombarde, tenuta a Milano.